# Jorge Paulo Lemann
Jorge Paulo Lemann, född 26 augusti 1939, är en brasiliansk-schweizisk företagsledare och investerare som är medgrundare för investmentbolaget 3G Capital. Han har också suttit som ledamot i styrelser för företag såsom Anheuser-Busch Inbev, Credit Suisse, Daimler Chrysler, The Gillette Company, The Kraft Heinz Company, Lojas Americanas och Swiss Re. Den amerikanska ekonomitidskriften Forbes rankade Lemann till att vara världens 125:e rikaste med en förmögenhet på 14,7 miljarder amerikanska dollar för den 28 juli 2022.
Lemann avlade en kandidatexamen i nationalekonomi vid Harvard University.
Han spelade även tennis och deltog i 1962 års upplaga av Wimbledonmästerskapen samt spelade för både brasilianska- och schweiziska landslagen i Davis Cup.
Lemann har nära kopplingar till landsmännen och miljardärerna Alex Behring, Carlos Alberto Sicupira och Marcel Herrmann Telles.